# Bodo Dettke
Bodo Heinz Horst Dettke, né le 27 février 1967, est un homme politique salomonais.

## Biographie
Auto-entrepreneur, il est le directeur d'une entreprise de quincaillerie et propriétaire d'une entreprise d'exploitation forestière avant son entrée en politique,. 
Il est élu député de Guadalcanal-nord-ouest au Parlement national aux élections législatives de 2010, et est alors nommé ministre de la Sylviculture dans le gouvernement de Danny Philip. Après seulement trois mois, il est limogé du gouvernement en décembre, après avoir tenté d'empêcher l'exportation de bois par une entreprise rivale de la sienne,. Son limogeage est salué par une association de protection de la biodiversité, qui a fait interdire par la Haute Cour des activités d'abattage d'arbres de l'entreprise de Bodo Dettke sur l'île de Kolombangara, activités qui violaient les lois environnementales des Salomon. Après quelques jours, il est toutefois réintégré au gouvernement comme ministre des Pêcheries. Un mois et demi plus tard, il démissionne du gouvernement et se joint à l'opposition parlementaire. 
Réélu député sans étiquette aux élections législatives de 2014, il est fait ministre de la Sylviculture dans le gouvernent de Manasseh Sogavare, une nomination critiquée au regard du fait que Bodo Dettke possède toujours son entreprise d'exploitation forestière et pourrait être confronté à un conflit d'intérêts. Il vend ses titres de propriété dans l'entreprise à sa soeur en janvier 2015, mais en juin, Transparency Solomon Islands révèle qu'il a accordé à son entreprise une exemption lui permettant d'abattre des arbres sans permis. En août 2015, en réponse à cette révélation et aux demandes qu'elle suscite pour que Bodo Dettke soit limogé, le Premier ministre le déplace au ministère de la Culture et du Tourisme,. En octobre 2015, il est l'un des sept ministres qui démissionnent du gouvernement, critiquant la manière dont le Premier ministre Sogavare exerce son autorité. Il conserve son siège de député aux élections de 2019.